# Highway 407 (Toronto Subway)

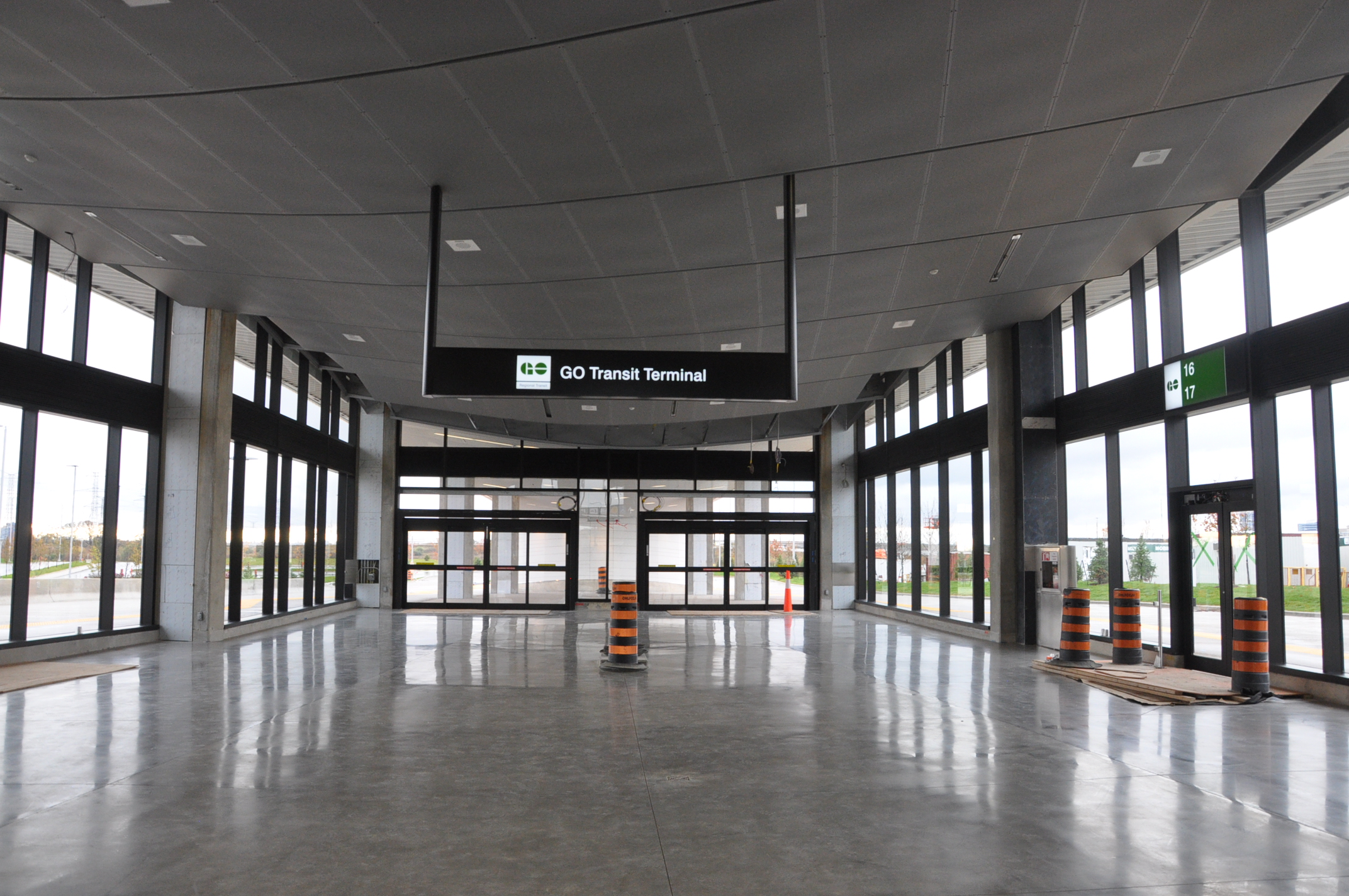
Eingangsbereich der Station

Highway 407 ist eine unterirdische U-Bahn-Station in Vaughan, einem nördlichen Vorort von Toronto. Sie liegt an der Yonge-University-Linie der Toronto Subway, nahe der Kreuzung von Jane Street und Ontario Highway 407, nach dem sie benannt ist. Die Station besitzt einen Mittelbahnsteig und wird täglich von durchschnittlich 3.440 Fahrgästen genutzt (2018).

## Station

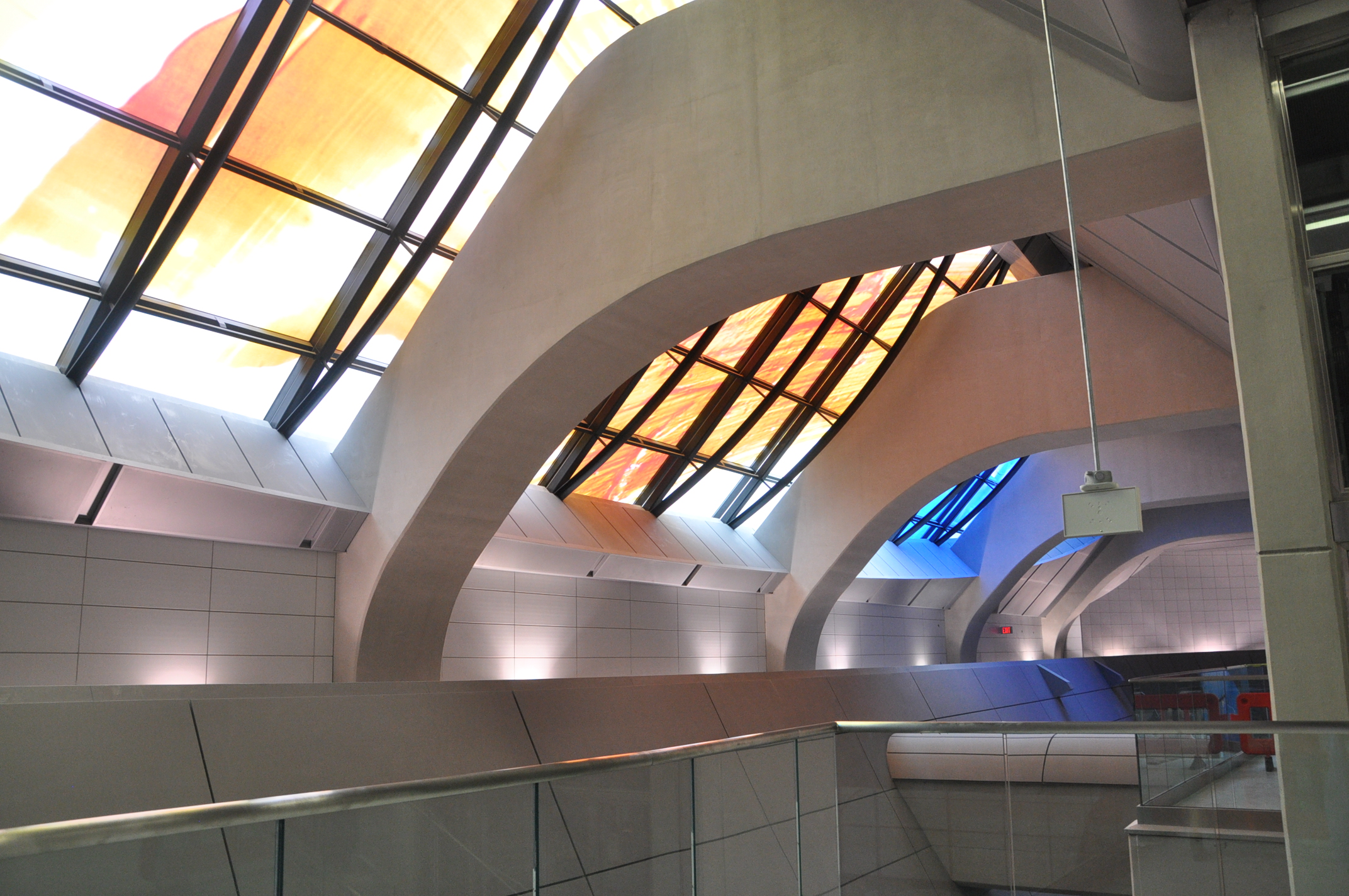
Oberlichter im Innern

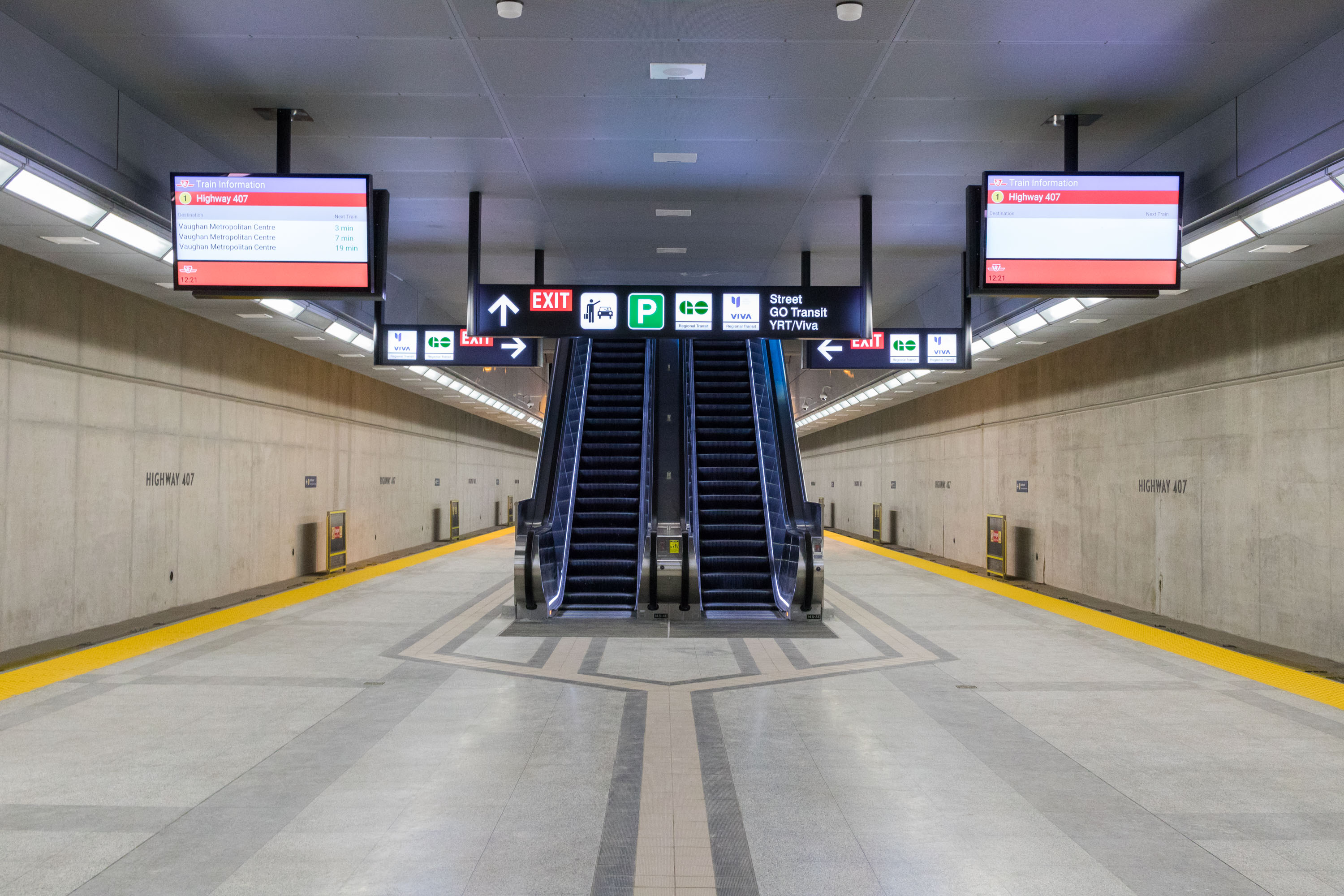
Bahnsteig

Die von Süd nach Nord ausgerichtete Station ist Teil eines intermodalen Verkehrsknotens. Er befindet sich unmittelbar südlich einer Anschlussstelle des Ontario Highway 407, gegenüber dem Friedhof Beechwood. Die weitere Umgebung ist von Grünflächen und Gewerbezonen geprägt, weshalb die Anlage vor allem darauf ausgerichtet ist, Umsteigebeziehungen zu ermöglichen. Dazu trägt insbesondere der gemeinsam von den Verkehrsunternehmen GO Transit, York Region Transit und Ontario Northland betriebene Busbahnhof mit 18 Haltestellen bei, der von einem Dutzend Buslinien bedient wird. Hinzu kommt eine Park-and-ride-Anlage mit 614 kostenpflichtigen Parkplätzen. Es ist geplant, den Busbahnhof auch an den 407 Transitway anzuschließen, einen 23 km langen Bus-Rapid-Transit-Korridor parallel zu der in West-Ost-Richtung verlaufenden Autobahn.
Der kombinierte U-Bahn- und Busbahnhof im postmodernen Stil wurde vom Architekturbüro Aedas entworfen. Er besitzt Vorhangfassaden und ein weit ausladendes, mit Aluminium verkleidetes Dach. Die Wände im Innern sowie an der Rückseite sind mit weißen Keramikplatten verkleidet. Der Künstler David Pearl gestaltete die Oberlichter im U-Bahn-Teil und die westliche Glasfassade des Busbahnhofs mit farbigen Paneelen aus Email. Natürliches Tageslicht scheint bis zur Bahnsteigebene herunter, wo die Züge an einem Mittelbahnsteig halten.

## Geschichte
Der offizielle Spatenstich für die Verlängerung der Yonge-University-Linie fand am 27. November 2009 statt. Die eigentlichen Tunnelbohrarbeiten begannen im Juni 2011. Die Station Highway 407 wurde am 17. Dezember 2017 eröffnet.